# Aryaman
Aryaman (Sanskriet: अर्यमन्‌, Āryaman, “gezel”) is een Hindoeïstische god.
Hij is de derde zoon van Kashyapa en Aditi, de ouders van de aditya.
Met zijn vrouw Mātṛkā heeft hij veel nakomelingen, Garṣaṇi geheten.
Hij wordt voorgesteld als de ochtendzon en is een zonnegod in de tijd van Brahma.
Hij wordt voorgesteld met een knuppel, gebedsschijf en twee heilige lotussen.
Aryaman wordt in de veda's gewoonlijk aangeroepen samen met de andere aditya’s  Varuna en Mitra, waarmee hij een vroege Trimurti vormt, maar ook samen met Bhaga, Bṛhaspati, en andere aditya’s en asura’s.
Aryaman is de god van gebruiken en gastvrijheid.
Geloften in een hindoehuwelijk roepen Aryaman aan als getuige.
Aryaman is de beschermgod van vrij verkeer en handel. Hij heet dan  átūrtapanthā, “hij waarvan de weg niet mag onderbroken worden”, of  pururátha, “hij die veel wagens bezit”.
In de Rigveda wordt Indra gevraagd om gunsten en giften aan Aryaman te vragen.
Hij was toen dus een belangrijke god. De Rigveda vermeldt hem honderden keren. Later in het hindoeïsme is zijn belang verminderd.
De Rigveda beschrijft hem als purujātá, “met veel nakomelingen”.
In de Rigveda is Aryaman de beschermgod van de paarden.
In de Mahabharata is hij de koning van de Pitris, de voorvaderen van de Rishis, die waken over de religieuze riten.
In de Vishnu Purana's is de maand Mādhava aan hem gewijd.
In de Bhagavata Purana neemt hij 100 jaar lang de plaats in van de god van de doden Yama.
De 'Taittirīya Brāhmana en de Pañcavimśa Brahmana  noemen de melkweg “Aryamņáh pánthāh", het pad van Aryaman als god van de voorvaderen.